# Дело о зелёном велосипеде

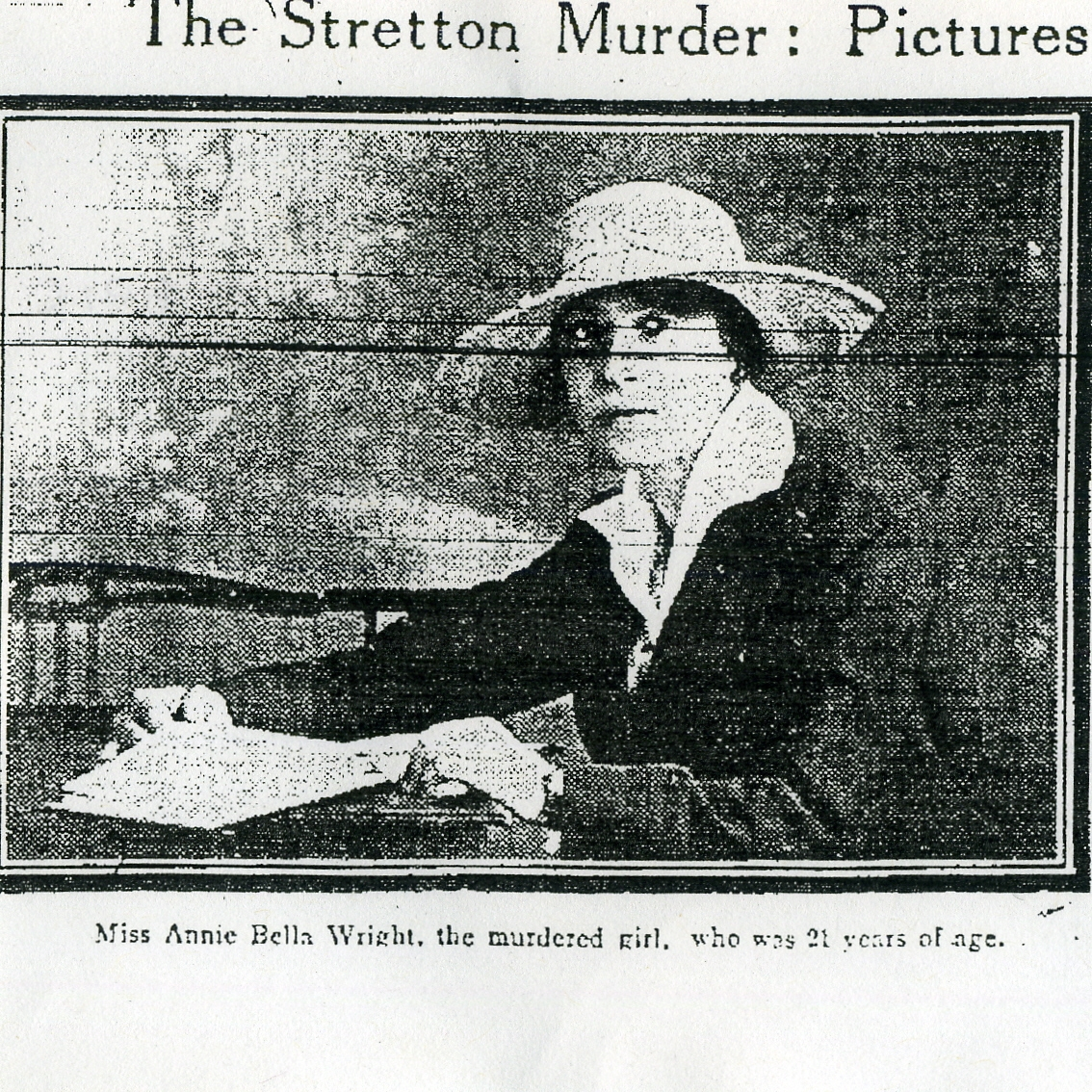
Фотография Энни Беллы Райт, напечатанная в газете вскоре после ее убийства

Дело о зелёном велосипеде — расследование и последующий судебный процесс, связанные с убийством Беллы Райт недалеко от деревни Литтл Стреттон в Лестершире 5 июля 1919 года. Райт была убита единственным выстрелом в лицо. Название дела связано с тем обстоятельством, что до своей смерти Райт видели в компании мужчины на  велосипеде характерного зелёного цвета.
Роналд Лайт, тридцатитрёхлетний учитель математики, считался основным подозреваемым в убийстве Райт. Лайт не откликнулся на обращение СМИ найти мужчину, соответствующего его описанию, которого видели на зелёном велосипеде, а также известно, что он пытался избавиться от своего велосипеда и выбросить кобуру своего револьвера в канал после смерти Райт. После ареста Лайт поначалу отрицал, что сопровождал Райт незадолго до её убийства, но позже признался, что они были вместе, хотя он отрицал, что убил её. На суде его представлял Сэр Эдвард Маршалл Холл, который строил свою защиту на отсутствии мотива в причинении смерти Райт. Маршалл добился оправдательного приговора для Роналда Лайта.
Дело о зелёном велосипеде стало одним из наиболее известных и противоречивых дел об убийствах двадцатого века в Великобритании. Мнения авторов разделились касательно вины Лайта, а также мотива убийства в случае если её смерть не стала результатом несчастного случая. Один из писателей отзывался о деле, как о «самой увлекательной и загадочной истории убийства XX века».

## Белла Райт
Энни Белла Райт родилась 14 июля 1897 года. Она была старшей из семи детей необразованного крестьянина и его жены. Она жила в хижине с соломенной крышей в деревне Стоутон в Лестершире, в шести с половиной километрах от Лестера.
До 12 лет Райт ходила в школу, после чего стала работать прислугой, и впоследствии нашла работу на заводе резиновых изделий Bates & Co.'s St Mary's Mills, в восьми километрах от дома. На работу она в основном ездила на велосипеде. Перед убийством она доработала позднюю смену, и было известно, что лето 1919 года ездила на велосипеде между деревнями недалеко от Литтл Стреттона по различным поручениям и для встречи со знакомыми в поздние вечерние часы.
На момент смерти Райт, которую описывали как порядочную девушку с приятной внешностью, было двадцать один год, и она была обручена с кочегаром военно-морского флота по имени Арчи Ворд, который служил на крейсере HMS Diadem в Портсмуте. Было известно, что за ней ухаживал ещё один молодой человек, и по словам её матери, Райт сообщила, что в неё влюбился некий офицер. Возможно, речь шла о Роналде Лайте, хотя он отрицал это предположение в суде.

## Роналд Лайт

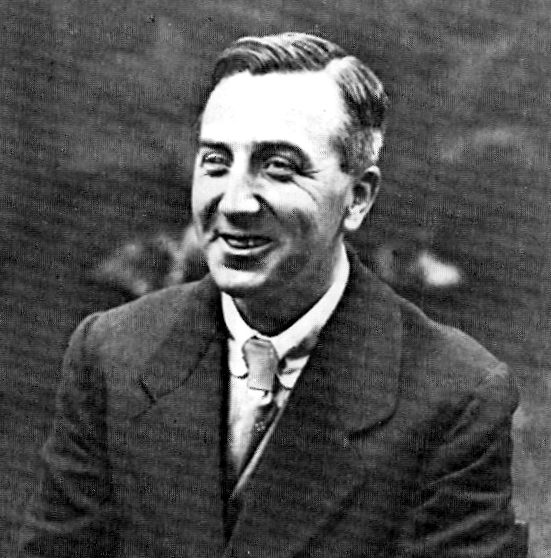
Фотография обвиняемого Роналда Лайта после его оправдания в 1920 году

Роналд Вивиан Лайт родился 19 октября 1885 года, в семье обеспеченного инженера, руководящего угольной копью Колвилла в Лестершире, а также, вероятно, изобретателя сантехнических устройств.
Из доклада стороны обвинения на суде известно, что Лайт был отчислен из школы Оакэм в 1902 году в возрасте 17 лет за то, что «натянул одежду девочки ей на голову». Тот же самый документ свидетельствует о попытке Лайта совратить пятнадцатилетнюю девушку, когда ему было за тридцать, а также его признание в «ненадлежащем поведении» с восьмилетней девочкой. Лайт закончил Бирмингемский университет гражданским инженером, после чего нашел работу чертёжника на Мидлендской железной дороге на Derby Works в ноябре 1906 года. Его уволили в августе 1914 года за подозрение в поджоге кладовой и рисовании неприличных граффити в туалете. Позднее его уволили с фермы по обвинению в поджоге стогов сена.
В мае 1910 года Лайт купил складной велосипед марки Birmingham Small Arms Company в магазине Orton Bros. в Дерби. У велосипеда был характерный зелёный цвет и редкие барабанные тормоза. Примерно в то же самое время, Лайт стал членом корпуса королевских инженеров в Бакстоне.
После начала Первой мировой войны Лайт прошел подготовку в Чатеме, Ньюарк-он-Тренте и Рипоне. Он выпустился со званием секунд-лейтенанта в феврале 1915 года до своего служебного назначения на западном фронте. Лайт отказался от получения чина в корпусе королевских инженеров 1 июля 1916 года по совету своего командира.
Он вернулся в звание рядового в военной компании (Honourable Artillery Company). В 1917 году, он был под военным трибуналом за фабрикование приказов о передвижении войск. После трёх лет службы Лайт страдал от тяжелой контузии и частичной глухоты, и был отправлен в Англию на психиатрическое лечение.
После лечения в нескольких английских военных госпиталях, Лайт вернулся к матери в Лестер. Он демобилизировался в январе 1919 года и позднее заявлял, что «вернулся домой испорченным человеком».
Отец Лайта погиб 21 сентября 1916 года, по-видимому, из-за несчастного случая, хотя выдвигались предположения о суициде. Мать Лайта объясняла, что самоубийство могло быть связано с переживаниями отца о благополучии сына во время его службы на западном фронте.

## Ход событий
По сообщениям, Райт и Лайт случайно встретились 5 июля 1919 года примерно в 18:45, когда Райт ехала на велосипеде в деревню Голби, где жил её дядя, Джордж Межерс. Согласно показаниям Лайта на суде, во время его поездки на велосипеде в сторону перекрестка Голби Лейн и Хофтон Лейн, он заметил, как молодая девушка нагнулась над своим велосипедом. Когда она заметила приближающуюся фигуру Лайта, она спросила, есть ли у него гаечный ключ, чтобы затянуть болтающуюся муфту. Гаечного ключа у него не было, но он сделал все, что мог для решения проблемы. Узнав из короткой беседы о месте, куда Райт направлялась, Лайт предложил сопроводить её в пути, на что та согласилась. Лайт сопроводил Райт до дома её дяди, а затем ждал её возвращения снаружи. Позднее их видели несколько независимых свидетелей. Дядя девушки позднее сообщил полицейским, что ему не понравился ни внешний вид, ни манеры Лайта, и что его племянница сообщила об их непродолжительном знакомстве:

А, он, я совсем его не знаю. Он проехал со мной несколько миль, но совершенно меня не донимает. Он просто говорит о погоде.
Оригинальный текст (англ.)Oh him, I don't really know him at all. He's been riding alongside me for a few miles but he isn't bothering me at all. He's just chatting about the weather.

Хотя Райт отметила, что Лайт вел себя, как «идеальный незнакомец» в компании с ней прямо перед тем, как она покинула дядю, она шутливо сказала — «Надеюсь, с ним будет не очень скучно», а затем добавила — «Нужно попробовать сбежать от него». Когда Белла Райт вернулась к своему велосипеду, дядя услышал, что Лайт ей сказал — «Белла, тебя долго не было. Я думал, ты совсем ушла».
Около 20:50, они отъехали от дома Джорджа Межерса. Согласно последующим показаниям Лайта, когда они подъехали к перекрестку за деревней Кингс-Нортон, Райт сообщила, что вынуждена попрощаться с ним, поскольку ей нужно было налево. Он заявил, что он сразу поехал обратно в Лестер через Стоутон и Ивингтон.

### Обнаружение тела
Приблизительно через полчаса после того, как Райт и её попутчик отъехали от дома Межерса, фермер по имени Джозеф Коуэлл обнаружил её тело на улице Гартри Роуд. Тело нашли рядом с её велосипедом, ее лицо было залито кровью с глубокими ранами на щеках и челюсти. Предположив что девушку сбил автомобилист, Коуэлл решил, что она упала с велосипеда и смертельно поранилась. Коуэлл отправился в близлежащий Грейт-Глен, чтобы сообщить о своей находке местному полицейскому, констеблю Альфреду Холлу; тот вызвал доктора из Билльсдона. Доктор Уильямс прибыл к Холлу, и они втроём отправились в Литтл-Стреттон, где доктор распорядился переместить тело девушки в близлежащий пустой дом на лошади Коуэлла.
Констебль Холл обнаружил то, что он описал как «кровь, размазанная по верхней перекладине ворот», но не обнаружил отпечатков подошвы ни с одной стороны ворот. Тем не менее, недалеко от этого места в поле нашли мертвую ворону.
Доктор Уильямс также провел беглый осмотр места преступления при свечах, прежде чем приказал переместить тело в пустой дом, согласившись с изначальным предположением фермера о том, что девушка погибла в дорожном происшествии из-за потери крови и травмы головы. Холл не принял это объяснение, и вернулся на место происшествия на следующий день в 6 утра в попытке найти признаки преступления. После тщательного поиска он нашел пулю .455 калибра, слегка впечатанную в землю копытом лошади, в 17-ти футах (5.2 м) от места, где нашли тело Беллы Райт. Он проследовал в дом и смыл запекшуюся кровь с лица трупа, найдя единственное входное отверстие пули под левым глазом. Узнав о находке Холла, Уильямс и другой доктор провели полную аутопсию тела, заключив, что в жертву выстрелили один раз с расстояния шести или семи футов (примерно 2 метра), пуля вошла в тело под левым глазом и вышла через затылок.
Погибшую девушку родственники опознали как Беллу Райт. Было возбуждено дело по факту убийства одним или несколькими неизвестными лицами.

## Расследование
Допросы полицейских выявили, что кроме Райт и ее попутчика поблизости от Гартни Роуд перед её убийством никого не было. Благодаря показаниям свидетелей, видевших её компаньона, следователи смогли составить его подробное описание: мужчина 35—40 лет, с широким лицом и ростом около 170—175 см. На нём был серый костюм, серая шляпа, галстук и чёрные ботинки. Главный констебль полиции Лестера отправил обращения в местную и общенациональную прессу в надежде склонить этого человека отозваться и ответить на вопросы полиции. Тем не менее, это не увенчалось успехом.
Проверка мест где покупали, продавали или ремонтировали велосипеды зелёного цвета также не были успешны. Тем не менее, 10 июля мастер по ремонту велосипедов по имени Гарри Кокс сообщил полиции, что недавно занимался ремонтом велосипеда, соответствующего описанию полиции; кроме того, Кокс засвидетельствовал, что его клиент отметил свои намерения «прокатиться в сельской местности» в тот самый день.
Позднее, Лайт заявлял, что не знал о смерти Райт, пока не прочитал статью в Leicester Mercury 8 июля. Согласно его показаниям, он осознал, в каком затруднительном положении он оказался, что вызвало в нём переживания. Он решил не предпринимать никаких действий, кроме переноса своего велосипеда на чердак. Он заявил, что не откликнулся на обращения полиции и прессы, чтобы не тревожить больную мать. Однако в октябре 1919 года Лайт достал велосипед с чердака и стёр серийный номер с его рамы.
Он привёз велосипед на мост Аппертон-Роуд в Лестере, где отсоединил заднее колесо (в прессе упоминали об особенностях тормозной системы велосипеда), после чего продолжил разбирать велосипед по частям. Все разобранные части, кроме заднего колеса, он выбросил в реку Сор, что заметил рабочий местной мельницы по имени Сэмюэль Холланд, шедший на ночную смену.

### Обнаружение велосипеда
23 февраля 1920 года, некто Энок Уайтхаус управлял баржей на конной тяге, которая перевозила уголь по реке Сор. Буксирный трос зацепил зеленую раму велосипеда, которую вынесло на поверхность воды канала. Уайтхаус сообщил о находке полиции, и было принято решение провести работы на глубине, что привело к обнаружению остальных частей велосипеда. Исследуя раму велосипеда, криминалисты обнаружили, что несмотря на то, что серийный номер был спилен с рамы и сидения, и марка (BSA) спилена с вилки, едва заметный серийный номер оставался внутри передней вилки. Запросы к предприятиям, занимающимся скупкой, продажей или ремонтом велосипедов выявили, что велосипед с таким серийным номером был продан Лайту за 9 лет до этого.

### Арест
Лайта арестовали 4 марта 1920 года в школе Dean Close School в Челтнеме, где за два месяца до этого он занял должность учителя математики. Его отправили в Лестершир по обвинению в убийстве Райт.
Поначалу Лайт полностью отрицал, что он был в окрестностях Голби 5 июля или встречался с Беллой Райт. Также он заявил, что у него никогда не было зелёного велосипеда, пока ему не сообщили о незамеченным им серийным номере, после чего он изменил свои показания, заявив, что несколько лет назад продал велосипед человеку, имени которого не может вспомнить. Тем не менее, свидетели, включая дядю Беллы, подтвердили, что рядом с девушкой они видели Роналда Лайта. Кокс подтвердил, что именно Лайт заказал у него ремонт велосипеда в день смерти Райт. Горничная матери Лайта, Мэри Элизабет Уэбб, сообщила следователям, что 5 июля Лайта не было дома до 10 часов вечера, на что он ответил, что его велосипед сломался, и ему пришлось тянуть его домой. Кроме того, он либо продал, либо уничтожил всю одежду, надетую на него в день убийства.
19 марта были найдены дополнительные улики: военная кобура для пистолета, которая по показаниям, была выдана Лайту, а также дюжина патронов .455 калибра, которые достали из того же канала, что и части выброшенного велосипеда. Пули полностью совпадали с найденными на месте преступления.

## Суд
Дело Роналда Лайта слушалось в Лестер-Касл 8 июня 1920 года. Он предстал перед судьей Томасом Хорриджем, и заявил о своей невиновности. В составе стороны обвинения были Сэр Гордон Хьюуарт, Норман Биркетт и Генри Мэддокс. Его защиту представлял Сэр Эдвард Маршалл Холл.
Мнение стороны обвинения заключалось в том, что по неизвестным причинам Райт запаниковала и попыталась сбежать от Лайта, находясь в миле от Голби, и отправилась на второстепенную дорогу, которая, хоть и вела домой, но не была самой короткой. Лайт поехал по другой дороге, собираясь устроить ей засаду возле ворот, где он её и застрелил, впоследствии сбежав с места предступления. В поддержку этой версии были представлены показания свидетелей о том, что они действительно видели Лайта в сопровождении Райт в вечер её убийства, улики, указывающие на то, что ему принадлежал зелёный велосипед, а также его дальнейшие попытки избавиться от серийного номера, самого велосипеда, кобуры револьвера и пуль точно такого же калибра, как и та, которой была застрелена Райт, с целью скрытия улик, указывающих на его связь с преступлением. К тому же, после ареста, Лайт давал ложные показания, пока ему не были предоставлены доказательства его лжи, либо не были отмечены логические несоответствия.
Две девочки, четырнадцатилетняя Мюриель Нанни и двенадцатилетняя Валерия Кейвен, выступили в суде с показаниями, что приблизительно за три часа до встречи Лайта и Райта, он приставал к ним, когда они проезжали недалеко от места обнаружения тела Райт.
В связи противоречивостью его собственных показаний и по совету его юриста, Лайт решил дать показания в собственную защиту. В своих показания, Лайт хорошо излагал мысли. 
Он признался в лжи полицейским, а также согласился со всеми показаниями свидетелей или уликами, представленными на суде, кроме наличия у него служебного револьвера и убийства Райт, сказав о том, что они расстались на перекрестке возле Кингс-Нортон вскоре после их отъезда от дяди Беллы Райт.

Когда Беллу Райт убили, по сообщениям из газет я понял, это была та девушка, с кем я встретился до ее смерти. Я был уверен, что полиция хотела меня допросить. Я снова струсил... Я не рассказал об этом ни одной душе. Я избавился о всего, что могло бы привести следствие ко мне, потому что я боялся... Я понимаю сейчас, конечно, что это было неправильно.
— Из показаний Роналда Лайта в свою защиту на суде
Оригинальный текст (англ.)When Bella Wright was murdered, I knew from newspaper reports the next day that she was the girl I had been with just before she died. I knew the police wanted to question me. I became a coward again ... I never told a living soul what I knew. I got rid of everything that could have connected me with her [because] I was afraid ... I see now, of course, that I did the wrong thing.

На перекрёстном допросе Лайт признался, что кобура, пули и велосипед, которые достали из канала, на самом деле принадлежали ему, но он заявил, что избавился от них «в панике», прочитав репортаж об убийстве Райт, и отметив, что вердикт общественности и СМИ заключался в том, что мужчина, которого видели рядом с девушкой в день ее смерти и был виноват.
Он признался, что будучи офицером армии, он владел служебным револьвером «Webley», который он взял с собой на войну без кобуры, а когда его ранили, все его вещи остались в эвакуационном пункте во Франции в 1918 году. В целом, версию произошедшего, рассказанную Лайтом, невозможно было опровергнуть. Несмотря на пятичасовой перекрёстный допрос, он не противоречил себе ни в малейшей подробности.
Несмотря на то, что Маршалл Холл согласился с большим количеством косвенных улик, доказывающих нахождение Лайта в компании Райт незадолго до её смерти, он обратил внимание присяжных на то, что его клиент сам признал истинность их показаний, а затем подчеркнул отсутствие мотива его клиента убить Беллу Райт, добавив то, что они не были знакомы до вечера её убийства, а также на нее не напали, не ограбили и не подвергли насилию.
Маршалл Холл подверг сомнению показания баллистического эксперта стороны обвинения, лестерского оружейного мастера Генри Кларка, который ранее заявлял, что пуля, убившая Райт, была сильно повреждена, что могло быть вызвано рикошетом, а также то, что пуля могла быть выпущена, как из револьвера, так и из винтовки, таким образом говоря о возможности отдаленного выстрела человеком, случайно задевшим Райт, и таким образом её смерть может быть результатом несчастного случая или смерти по неосторожности.
Холл также утверждал, что выстрел, произведённый из револьвера с близкого расстояния, вызвал бы гораздо более значительные повреждения лица, в то время как у Райт обнаружили лишь небольшое входное отверстие под левым глазом и значительно более крупную выходную рану в правой половине черепа. На это утверждение Кларк ответил — «Это зависит от скорости пули». Маршалл считал, что подобный сценарий мог быть более вероятным объяснением смерти Райт. Эта теория, а также поведение Лайта в зале суда, вероятно, были достаточным для внушения присяжным оправданного сомнения, что впоследствии послужило причиной вынесения оправдательного приговора после трёхчасового обсуждения в комнате присяжных. В день вынесения приговора, 11 июня, многие присутствующие на суде обрадовались вердикту присяжных.

## После дела
Райт похоронили при церковном дворе храма Святой Марии и Всех Связаных в Стоутоне 11 июля 1919 года. На церемонии присутствовало несколько сотен человек, которым викарий Стоутона У. Н. Уэстмор предложил помянуть «бедную девушку», покинувшую их. Её семья, друзья, соседи и коллеги возложили на гроб несколько венков и цветы.
Лайт после оправдательного приговора вернулся к своей матери в Лестер, где поначалу вел затворническую жизнь. Некоторое время он жил под псевдонимом «Леонард Эстель». В декабре 1920 года его оштрафовали за регистрацию в отеле под чужим именем, где он проводил время с женщиной. К 1928 году он переехал в поселок Лисдон на острове Шеппи в Кенте, а в 1934 году женился на вдове по имени Лилиан Лестер. Роналд Лайт умер 15 мая 1975 года в возрасте 89 лет. Его кремировали недалеко от Ашфорда, и развеяли прах в саду крематория. У Лайта не было собственных детей, а его падчерица узнала о суде и оправдательном приговоре уже после его смерти.
При поддержке British Cycling, британской организации, курирующей велоспорт, городской совет Лестера организует ежегодный велотур, где гид рассказывает про дело о зелёном велосипеде. Участники посещают важнейшие места, связанные с убийством и полицейским расследованием, а затем едут в Лестер-Касл, где восстанавливают эпизоды суда Лайта.
В течение нескольких десятилетий после оправдания Лайта, его зелёный велосипед висел на стене веломагазина в Ивингтоне, но его нынешнее местоположение неизвестно. На аукционе дома «Кристис», анонимный покупатель за $6000 приобрёл пули и кобуру, поднятые со дна реки Сор и представленные в виде доказательства на суде Лайта.
Среди криминологов и писателей мнения в отношении вины Лайта и обстоятельств смерти Райт разнятся. Например, Герберт Уэйкфилд в своей книге под названием «Дело о зелёном велосипеде», изданной в 1930 году, утверждает, что Лайт невиновен в смерти Райт, в то время как писательница Кристин Венди Ист в своей книге «Убийство и зелёный велосипед» (The Green Bicycle Murder, издана в 1993 году) говорит о том, что Лайт виноват, но классовое устройство общества, а также симпатии присяжных, которые Лайт заслужил своим выступлением на суде, сыграли значительную роль в вынесении оправдательного приговора. Другие авторы выдвигали версии о том, что Райт была убита случайно, когда Лайт демонстрировал ей служебный револьвер, который самопроизвольно выстрелил; а также о том, что её убил вообще кто-то другой.
Теория о непредумышленном убийстве поддерживается заметкой, написанной офицером полиции Лестера, Леви Боули, три дня спустя после оправдательного приговора Лайта. В заметке он заявил, что во время ожидания Лайтом суда, он признался ему, что совершил убийство случайно. Подлинность этой заметки оспаривается.

## Список литературы
- Blundell, Nigel. The World's Greatest Unsolved Crimes / Nigel Blundell, Roger Boar. — Hamlyn, 1991. — ISBN 978-0-600-57231-2.
- Brown, Antony M. The Green Bicycle Mystery: The Curious Death of Bella Wright. — Mirror Books, 2017. — ISBN 978-1-907-32469-7.
- Donahue, Bill (December 2007). The Green Bicycle Murder. Bicycling (magazine).
- East, Christine Wendy. The Green Bicycle Murder. — Alan Sutton, 1993. — ISBN 978-0-750-90372-1.
- Lane, Brian. The Murder Guide to Great Britain. — London : Robinson Publishing Ltd., 1991. — ISBN 978-1-854-87083-4.
- Marjoribanks, Edward. Famous Trials of Marshall Hall. — Penguin, 1989. — P. 329–342. — ISBN 978-0-14-011556-7.
- Nash, Jay Robert. Almanac of World Crime. — United States of America : Anchor Press, 1981. — P. 308. — ISBN 978-1-461-74768-0.
- Newton, Michael. The Encyclopedia of Unsolved Crimes. — London : Checkmark Publishing, 2004. — P. 144–146. — ISBN 978-0-816-07819-6.
- Pearson, Edmund. The Green Bicycle Case. — London : Guild Publishing, 1990. — P. 29–40. — ISBN 978-1-85-480030-5.
- Wakefield, Herbert. The Green Bicycle Case: The Trial of Ronald Light for Murder. — Philip Allan Publishing, 1930.
- Wynn, Douglas. On Trial for Murder. — Pan Books, 1996. — P. 208–211. — ISBN 978-0-09-472990-2.